# Víctor Díaz
Víctor David Díaz Díaz (Miranda, 4 febbraio 1968) è un ex cestista venezuelano.

## Carriera
Con il Venezuela ha disputato i Giochi olimpici di Barcellona 1992, due edizioni dei Campionati mondiali (2002, 2006) e sette dei Campionati americani (1992, 1993, 1995, 1997, 1999, 2001, 2003, 2005).